# Championnat de Belgique de rugby à XV 2024-2025
Navigation
Championnat 2023-2024 Championnat 2025-2026
Le championnat de Belgique de rugby à XV 2024-2025 oppose les dix meilleures équipes belges de rugby à XV.

## Liste des équipes en compétition
| Kituro Dendermonde Soignies La Hulpe Ottignies Waterloo Boitsfort Coq Liège Frameries |

| Équipes             | Ville               |
| ------------------- | ------------------- |
| ASUB Rugby Waterloo | Waterloo            |
| Boitsfort RC        | Watermael-Boitsfort |
| Coq mosan           | Berneau             |
| RC La Hulpe         | La Hulpe            |
| Dendermondse RC     | Termonde            |
| Kituro RC           | Schaerbeek          |
| RC Soignies         | Soignies            |
| Ottignies RC        | Ottignies           |
| RFC Liège           | Liège               |
| RC Frameries        | Frameries           |

## Compétitions

### Saison régulière
La saison régulière se déroule en 18 journées, au cours desquelles les dix équipes s'affrontent selon un format aller-retour.
Pour la première fois dans l'histoire de la première division belge, une phase de play-down est instaurée. À l'issue de la saison régulière, les six premières équipes au classement se qualifient pour la phase finale, tandis que les quatre dernières participent aux play-down.
| Rang | Club               | J  | V  | N | D  | Pm  | Pe  | Diff | Pts |
| ---- | ------------------ | -- | -- | - | -- | --- | --- | ---- | --- |
| 1    | Dendermonde RC (T) | 18 | 16 | 0 | 2  | 556 | 202 | +354 | 76  |
| 2    | RC Soignies        | 18 | 15 | 0 | 3  | 619 | 241 | +378 | 75  |
| 3    | Kituro RC          | 18 | 13 | 0 | 5  | 542 | 303 | +239 | 64  |
| 4    | Boitsfort RC       | 18 | 11 | 1 | 6  | 456 | 288 | +168 | 53  |
| 5    | RC La Hulpe        | 18 | 8  | 0 | 10 | 316 | 356 | -40  | 38  |
| 6    | Ottignies RC       | 18 | 8  | 0 | 10 | 331 | 472 | -141 | 37  |
| 7    | ASUB Waterloo      | 18 | 6  | 1 | 11 | 344 | 402 | -58  | 34  |
| 8    | RC Frameries       | 18 | 7  | 0 | 11 | 316 | 506 | -190 | 32  |
| 9    | RCF Liège (P)      | 18 | 2  | 1 | 15 | 272 | 617 | -345 | 16  |
| 10   | Coq mosan          | 18 | 2  | 1 | 15 | 228 | 593 | -365 | 14  |

|  | Qualifiés pour les demi-finales (no 1, no 2).                 |
|  | Qualifiés pour les quarts de finale (no 3, no 4, no 5, no 6). |
|  | Play-down (no 7), (no 8), (no 9), (no 10).                    |
|  | T : tenant du titre 2024 • P : promu 2024                     |

Attribution des points : victoire sur tapis vert : 5, victoire : 4, match nul : 2, défaite : 0, forfait : -2 ; plus les bonus (offensif : 4 essais marqués ; défensif : défaite par 7 points d'écart ou moins).

### Phase finale

#### Playoffs

##### Tableau final
Les six premiers au classement de la saison régulière participent à la phase finale. Les deux équipes les mieux classées affrontent respectivement les deux vainqueurs des quarts de finale à domicile.
|  | Quarts de finale | Quarts de finale |               |    | Demi-finales | Demi-finales |  |  | Finale      | Finale      |
|  | Quarts de finale | Quarts de finale |               |    | Demi-finales | Demi-finales |  |  | Finale      | Finale      |
|  |                  |                  |               |    |              |              |  |  |             |             |
|  |                  |                  |               |    | 11 mai 2025  | 11 mai 2025  |  |  | 20 mai 2025 | 20 mai 2025 |
|  |                  |                  |               |    | 11 mai 2025  | 11 mai 2025  |  |  | 20 mai 2025 | 20 mai 2025 |
|  |                  |                  |               |    | 11 mai 2025  | 11 mai 2025  |  |  | 20 mai 2025 | 20 mai 2025 |
|  |                  |                  |               |    | 11 mai 2025  | 11 mai 2025  |  |  | 20 mai 2025 | 20 mai 2025 |
|  |                  |                  |               |    | 11 mai 2025  | 11 mai 2025  |  |  | 20 mai 2025 | 20 mai 2025 |
|  | Soignies         | 19               |               |    |              |              |  |  | 20 mai 2025 | 20 mai 2025 |
|  | Soignies         | 19               | 27 avril 2025 |    |              |              |  |  | 20 mai 2025 | 20 mai 2025 |
|  |                  | Kituro           | 17            |    |              |              |  |  | 20 mai 2025 | 20 mai 2025 |
|  | Kituro           | Kituro           | 17            | 49 |              |              |  |  | 20 mai 2025 | 20 mai 2025 |
|  | Kituro           |                  |               | 49 |              |              |  |  | 20 mai 2025 | 20 mai 2025 |
|  | ROC              | 21               |               |    |              |              |  |  | 20 mai 2025 | 20 mai 2025 |
|  | ROC              | 21               | Soignies      | 21 |              |              |  |  |             |             |
|  |                  |                  | Soignies      | 21 |              |              |  |  |             |             |
|  |                  | Dendermonde      | 24            |    |              |              |  |  |             |             |
|  |                  | Dendermonde      | 24            |    |              |              |  |  |             |             |
|  | 11 mai 2025      |                  |               |    |              |              |  |  |             |             |
|  |                  |                  |               |    |              |              |  |  |             |             |
|  | Dendermonde      | 22               |               |    |              |              |  |  |             |             |
|  | Dendermonde      | 22               | 27 avril 2025 |    |              |              |  |  |             |             |
|  |                  | Boisfort         | 10            |    |              |              |  |  |             |             |
|  | Boisfort         | Boisfort         | 10            | 30 |              |              |  |  |             |             |
|  | Boisfort         |                  |               | 30 |              |              |  |  |             |             |
|  | La Hulpe         | 10               |               |    |              |              |  |  |             |             |
|  | La Hulpe         | 10               |               |    |              |              |  |  |             |             |

##### Finale
Les gagnants des demi-finales s'affrontent en finale pour le titre de champion de Belgique 2025.
Les finales des play-offs de première division féminine et masculine se tiennent le 24 mai 2025 au Stade Charles Tondreau de Mons. Pour la première fois, cette enceinte accueille ces rencontres. Habituelle terre d’accueil des Black Devils depuis deux saisons, elle succède au Petit Heysel et au Stade Nelson Mandela.
| Finale 24 mai 2025 18 h 0 | Dendermondse RC | 24 - 21 (17 - 7) | RC Soignies                                                                                 | Stade Charles Tondreau, Mons |
| Finale 24 mai 2025 18 h 0 | Essai(s) : 3 Felipe Geraghty (20e),Robrecht Bruneel (29e),Essai de pen. (49e) Pénalité(s) : 1 Oscar Van Boxelaere (37e) | Rapport          | Essai(s) : 3 Elliot Claes (33e),Thibault Domenech (42e),Valéry Dulieu (65e) Pénalité(s) : 0 | Stade Charles Tondreau, Mons |
| Finale 24 mai 2025 18 h 0 | | Rapport          |                                                                                             | Stade Charles Tondreau, Mons |

#### Play-down

##### Tableau final
Les 7e et 8e du classement accueillent les 10e et 9e en demi-finales. Les deux vainqueurs s’affrontent ensuite dans un match de classement tandis que les deux battus de ces demi-finales doivent passer par un match de barrage contre une équipe de Division 2.
|  | Demi-finales  | Demi-finales |           |    | Finale                            | Finale                            |
|  | Demi-finales  | Demi-finales |           |    | Finale                            | Finale                            |
|  |               |              |           |    |                                   |                                   |
|  | 4 mai 2025    | 4 mai 2025   |           |    | 11 mai 2025 – Match de relégation | 11 mai 2025 – Match de relégation |
|  | 4 mai 2025    | 4 mai 2025   |           |    | 11 mai 2025 – Match de relégation | 11 mai 2025 – Match de relégation |
|  | ASUB Waterloo | 28           |           |    | 11 mai 2025 – Match de relégation | 11 mai 2025 – Match de relégation |
|  | ASUB Waterloo | 28           |           |    | 11 mai 2025 – Match de relégation | 11 mai 2025 – Match de relégation |
|  | Coq Mosan     | 18           |           |    | 11 mai 2025 – Match de relégation | 11 mai 2025 – Match de relégation |
|  | Coq Mosan     | 18           | Coq Mosan | 10 |                                   |                                   |
|  | 4 mai 2025    |              | Coq Mosan | 10 |                                   |                                   |
|  |               | Frameries    | 18        |    |                                   |                                   |
|  | Frameries     | Frameries    | 18        | 19 |                                   |                                   |
|  | Frameries     |              |           | 19 |                                   |                                   |
|  | Liège         | 24           |           |    |                                   |                                   |
|  | Liège         | 24           |           |    |                                   |                                   |

En demi-finales, le RCF Liège s’impose à Frameries (19-24) et crée la surprise. Cette victoire permet au club liégeois de valider son maintien en première division. L’ASUB Waterloo se maintient également en D1 après sa victoire contre le Coq Mosan (28-18). 
À l’issue des play-downs, le Coq Mosan est relégué en deuxième division belge. Le club liégeois quitte ainsi l’élite du rugby belge après trois saisons consécutives au plus haut niveau.
Grâce à sa victoire en finale à Berneau, Frameries se qualifie pour le match de barrage en vue du maintien ou de la montée en première division. Le 24 mai 2025, l’équipe dirigée par Frédéric Cocqu se déplace à Leuven, vainqueur des play-offs de Division 2 après son succès en finale contre le BUC (27-22).

#### Barrage d'accession
Le club ayant gagné la finale de la phase de play-down dispute à l'extérieur un match d'accession contre le finaliste de Division 2. Le gagnant joue en première division la saison suivante.
| Match d'accession 25 mai 2025 15h00 | Leuven | – | Frameries | Leuven |
| Match d'accession 25 mai 2025 15h00 |        |   |           | Leuven |
| Match d'accession 25 mai 2025 15h00 |        |   |           | Leuven |